# Lausitzi kultúra
Lausitzi kultúra (néha magyarosan luzsicai kultúra, ném. Lausitzer Kultur, ang. Lusatian culture) a szokásos elnevezése a Kr. e. 1200 – Kr. e. 800 közötti késő bronzkori kultúrának Közép-Kelet-Európában, amelynek fő jellemzője az urnamezők kialakítása, azaz a hamvasztásos temetkezés szokása volt. (Nevét Lausitzról kapta.) Az urnamezős kultúrákhoz tartozik, egyes területeken a vaskorba is mélyen átnyúlt. Régebben több kutató próbálta etnikumhoz kötni, azonban ilyen jellegű fejtegetéseknek szinte semmi tényleges alapja nincs.

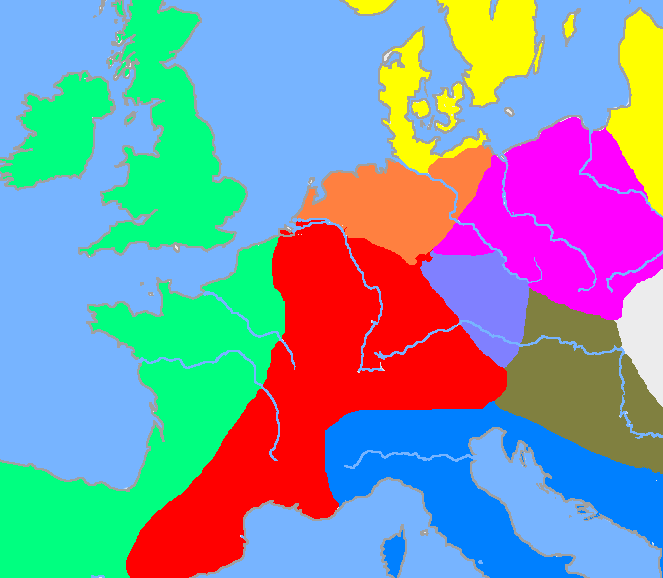
Európai kultúrák az i. e. 1200 körüli időben, bíborlila színnel a lausitzi kultúra kiterjedése

## Lásd még
- Bronzkor
- Vaskor
- Halomsíros kultúrák
- Urnamezős kultúrák
- Lausitz